# Mierea (okręg Buzău)
Mierea – wieś w Rumunii, w okręgu Buzău, w gminie Vernești. W 2011 roku liczyła 471 mieszkańców.